# Mansel Lewis

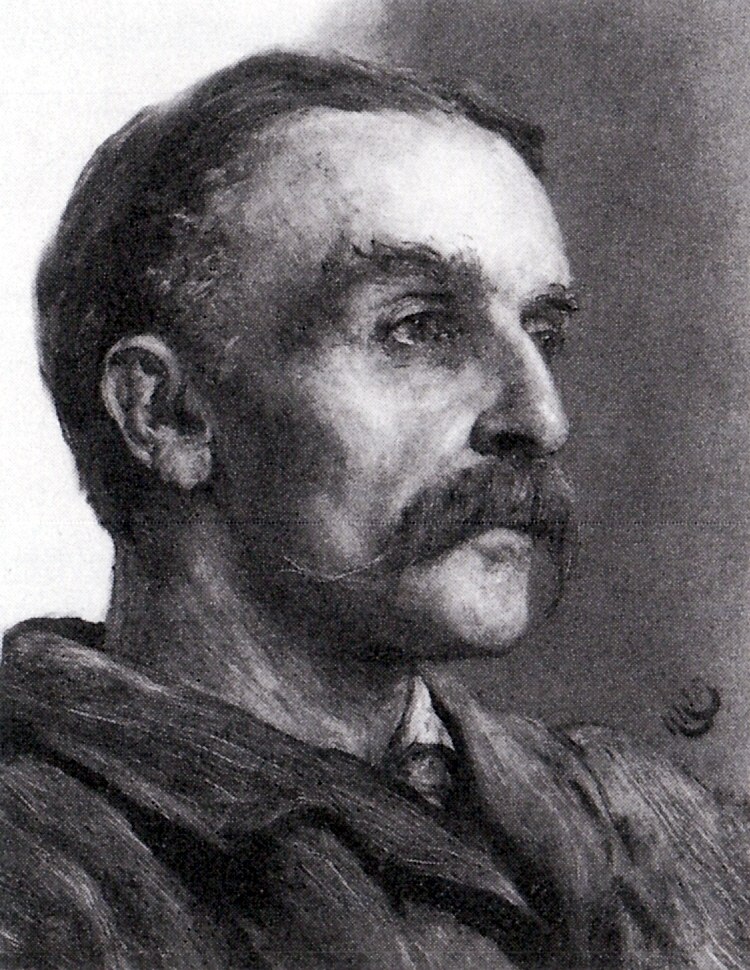
Hubert von Herkomer: Mansel Lewis (1895)

Charles William Mansel Lewis (* 1845 in London; † 13. März 1931) war ein walisischer Maler des Spätimpressionismus. Sein Werk zählt zum spätviktorianischen und edwardianischen Genre der sozial-realistischen Malerei. Mansel Lewis gilt zudem als Förderer und Mäzen der bildenden Kunst in Wales.

## Leben

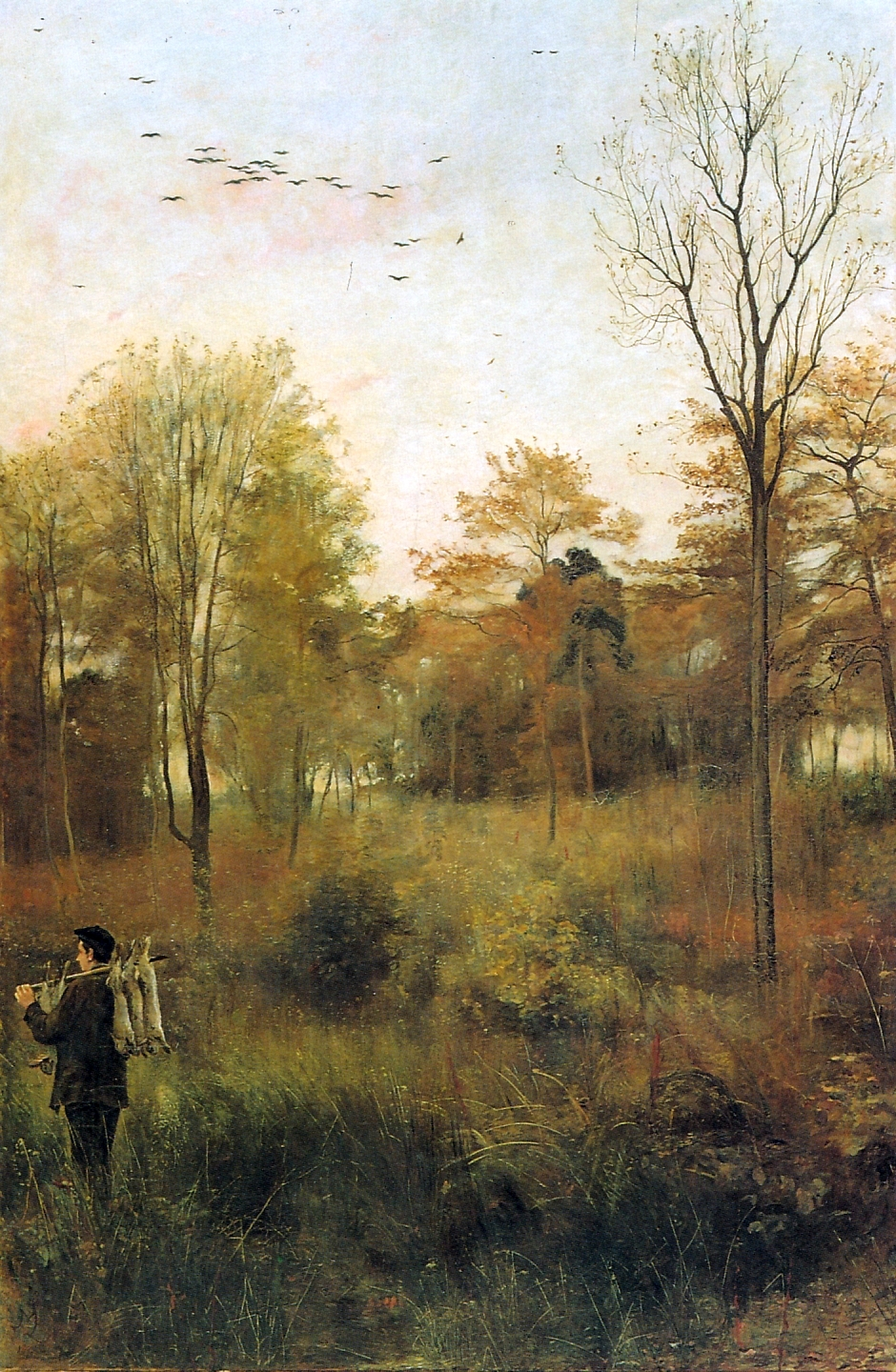
Mansel Lewis: Near Home (1878)

Mansel Lewis wurde 1845 in London als drittes Kind und erster Sohn von David Lewis und seiner Frau Laetitia geboren. Sein Vater war Friedensrichter, Parlamentsmitglied, Unternehmer und Schlossherr von Stradey Castle in Llanelli in der walisischen Grafschaft Carmarthenshire. Seine Mutter war eine talentierte Aquarellmalerin. Die Familie zählte zur Gentry, dem Landadel. Seine Kindheit verbrachte Mansel Lewis auf Stradey Castle. Später wurde er nach Eton geschickt, wo im Kunstunterricht sein Zeichentalent auffiel, so dass er von Samuel Evans gefördert wurde. In den Ferien zeichnete er mit Mutter Laetitia und Schwester Fanny. Von Reisen mit dem Vater fertigte er zahlreiche Aquarelle an. Nach seinem Abschluss in Eton studierte Lewis Klassische Philologie an der Universität in Oxford und promovierte mit summa cum laude. Daneben unterrichtete ihn William Rivière von der Slade School of Fine Art.

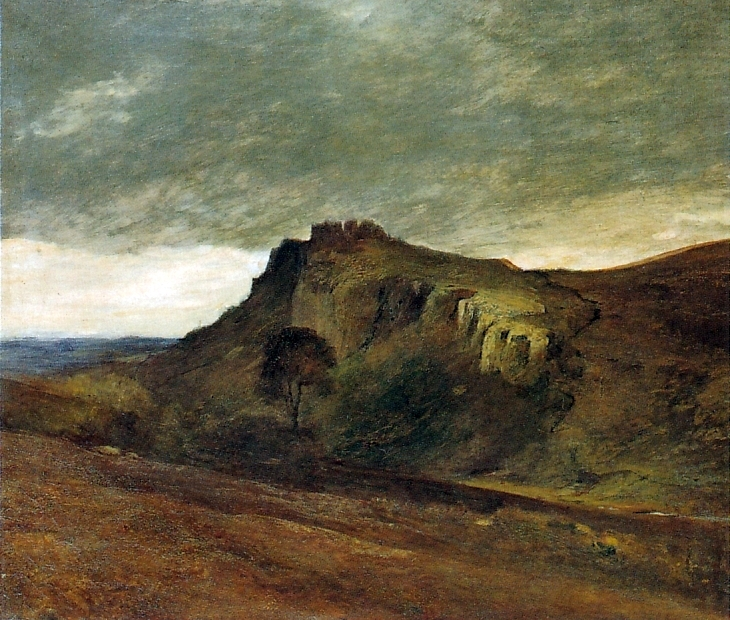
Mansel Lewis: Carreg Cennan Castle

1872 erbte Lewis nach dem Tod seines Vaters dessen Landgüter und lebte von nun an als Landedelmann. Er widmete sich ausgiebig der Malerei und der Graphik, beteiligte sich aber auch an industriellen und finanziellen Unternehmungen. 1873 lernte er Hubert von Herkomer kennen, mit dem er eine lebenslange Freundschaft pflegte. Er kaufte auch dessen erstes Ölgemälde After the Toil of the Day, das heute noch in Stradey Castle hängt. Lewis heiratete 1875 Edith Clare Miles, eine Tochter von Sir Philip John William Miles und Frances Elizabeth Roche. 1878 durfte Lewis sein Gemälde Near Home in der Royal Academy of Arts ausstellen. Zwischen 1879 und 1884 unternahmen Lewis und Herkomer Malreisen in die Snowdonia nach Nordwales, wo sie in Zelten und Hütten nächtigten. Aus dieser Zeit stammt auch das Gemälde Carreg Cennan Castle. In den darauf folgenden Jahren erwarb Lewis eine große Kunstsammlung, u. a. mit Werken von Herkomer, William Rivière und Edwin Landseer. Herkomer war von der Sammlung seines Freundes tief beeindruckt. Lewis unterstützte das National Eisteddfod, ein jährliches Kunst- und Kulturfestival, dessen Tradition auf das 12. Jahrhundert zurückgeht. 1895 entwarf von Herkomer neue Roben für die offiziellen Vertreter des Festivals.

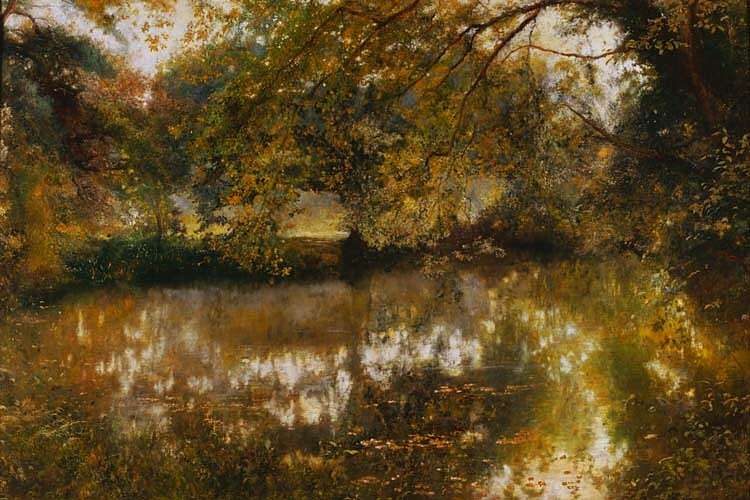
Mansel Lewis: In the Golden Weather (1905)

1881 wurde Lewis zum High Sheriff von Carmarthenshire ernannt und zum Mitglied der Society of Painter-Etchers gewählt. 1882 war er mit dem Bild The Devil's Kitchen bei der jährlichen Show der Royal Academy vertreten. 1883 missglückten einige seiner finanziellen Investitionen, so dass er gezwungen war, Teile seiner Kunstsammlung zu verkaufen. 1893 war Lewis an einer Internationalen Ausstellung in Chicago beteiligt. 1905 nahm er mit seinem großen Gemälde In the Golden Weather an der Royal Academy Show teil. 1907 gründete er die Llanelli School of Art und war bis zu seinem Tod deren Präsident. Jährlich hielt er an seiner  Kunstschule einen Vortrag und ließ diesen auch in gedruckter Form verbreiten. Lewis starb 1931 im Alter von 86 Jahren. 1934 starb seine Frau Edith Clare.

## Werk
Mansel Lewis zielte in seiner Malerei anders als viele seiner Zeitgenossen nicht auf Sentimentalität oder Pathos, sondern stellte ohne Gefühlsseligkeit Menschen und Landschaft als Teil der Natur dar. Er schrieb der Kunst selbst keine Schöpferkraft zu, sondern sah ihre Funktion darin, die Materie hinsichtlich ihrer Farben und Formen zusammenzustellen und zu ordnen. Die Aufgabe der Kunst war für ihn die Darstellung der Schönheit. Lewis war ein gläubiger Mensch und hielt die Schönheit der Natur für einen Beweis der Existenz Gottes. Daher empfand er als oberste Pflicht des Künstlers, die Natur in ihrer Vollendung wiederzugeben, um auf diese Weise die Herrlichkeit Gottes zu offenbaren.

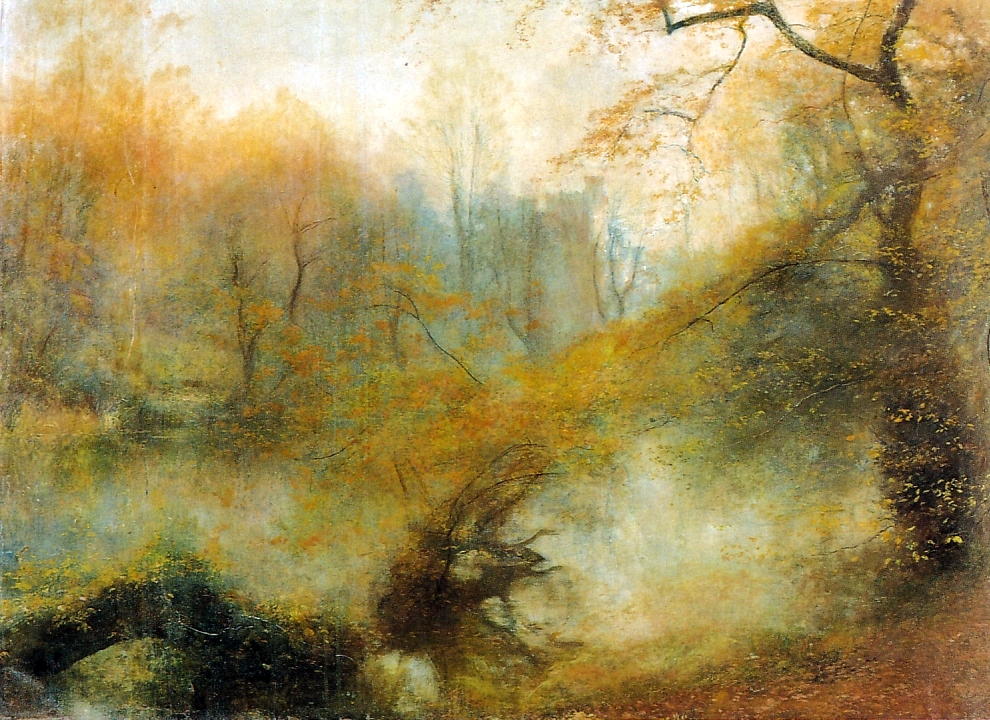
Mansel Lewis: Enchanted Castle (1931)

Lewis hielt seinen Freund Herkomer für einen großen Künstler. Seine eigenen Fähigkeiten schätzte er dagegen nicht sonderlich hoch ein und fand seine eigenen Werke häufig unbefriedigend. Daher blieben einige Bilder auch unvollendet. Er musste oft von Herkomer ermutigt werden, um Gemälde fertigzustellen oder auch auszustellen. In Stil und Sujet ähnelten sich die Werke der beiden Maler, aber im Gegensatz zu Herkomer stellte Lewis seine Personen spontaner, kraftvoller und in wärmeren Tönen dar. Herkomer dagegen setzte seine Figuren zurückhaltend und bedacht in kühlen Farbtönen. Gegen Ende seines Lebens malte Mansel nicht mehr so dicht und gedeckt, sondern lockerer, impressionistischer mit leuchtenden Farben, wie sein letztes Werk Enchanted Castle verdeutlicht.

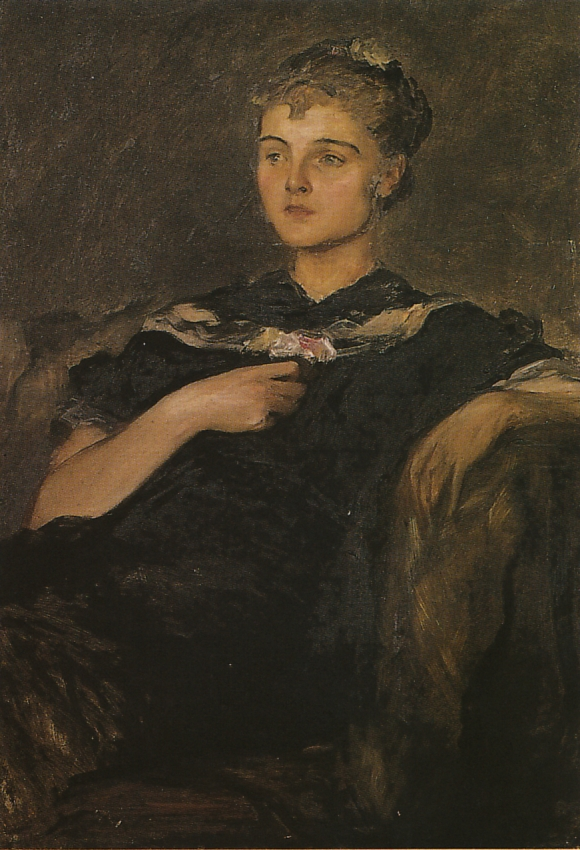
Mansel Lewis: Miss May Miles (1878)

Lewis verwendete meist Ölfarben, arbeitete aber auch in Aquarell. Er fertigte daneben auch hochwertige Radierungen an. Obwohl Mansel viel Zeit für seine künstlerischen Betätigungen aufwendete, sind nur wenige Werke von ihm erhalten und befinden sich meist in Privatbesitz. Es existieren nur zwei Porträts. Eines davon stellt May Miles, die Schwägerin von Lewis, dar. Herkomer malte wahrscheinlich in derselben Sitzung ein ähnliches Porträt der jungen Dame. Im Gegensatz zu Herkomer wollte Mansel aber nicht als Künstler bekannt und verstanden werden, sondern empfand sich als Förderer der Künste und Mäzen der walisischen Kultur.

## Einzelnachweis
1. ↑  Mansel Lewis: Lectures to the Llanelli School of Art